# 엄효섭
엄효섭(嚴孝燮, 1966년 10월 24일~)은 대한민국의 배우이다. 1990년 뮤지컬 배우로 데뷔했다.
1990년 뮤지컬 배우로 첫 데뷔를 하였고 이듬해 1991년 연극 배우로 데뷔하였으며 1995년 영화 《누가 나를 미치게 하는가》의 단역을 통하여 영화 배우로 데뷔하였다.

## 학력
- 서라벌고등학교
- 서울예술전문대학 연극학과

## 경력
- 한국연극배우협회 회원
- 2014년 한국연극협회 행복디딤돌 홍보대사

## 출연

### 드라마
- 2007년 MBC 미니시리즈 《고맙습니다》 - 박소란의 남편 역
- 2007년 MBC 미니시리즈 《히트》 - 신일영 역
- 2007년 SBS 주말특별기획 《조강지처 클럽》 - 세주의 외삼촌 역
- 2007년 KBS 2TV 미니시리즈 《인순이는 예쁘다》 - 서경준 역
- 2009년 KBS 2TV 미니시리즈 《남자 이야기》 - 비서관 역
- 2009년 MBC 창사특별기획 《선덕여왕》 - 염종 역
- 2009년 tvN 일일시트콤 《세남자 2009》 - 골프장 사장 역
- 2011년 KBS2 월화드라마 《강력반》 - 경찰 역
- 2011년 SBS 미니시리즈 《무사 백동수》 - 백사 역
- 2011년 MBC 8.15특집극 《절정》 - 박이만 역
- 2011년 KBS 2TV 미니시리즈 《공주의 남자》 - 이개 역
- 2011년 MBN 일일시트콤 《왔어 왔어 제대로 왔어》 - 공 사장 역
- 2012년 MBC 주말특별기획 《신들의 만찬》 - 고재철 역(특별출연)
- 2012년 JTBC 미니시리즈 《신드롬》 - 박선우 역
- 2012년 tvN 미니시리즈 《인현왕후의 남자》 - 민암 역
- 2012년 MBC 미니시리즈 《골든타임》 - 김민준 역
- 2012년 KBS 2TV 미니시리즈 《학교 2013》 - 엄대웅 역
- 2013년 tvN 미니시리즈 《나인: 아홉 번의 시간여행》 - 오철민 역
- 2013년 MBC 미니시리즈 《구가의 서》 - 박무솔 역
- 2013년 SBS 미니시리즈 《황금의 제국》 - 최원재 역
- 2013년 MBC 미니시리즈 《투윅스》 - 한정우 역
- 2013년~2014년 SBS 드라마스페셜 《별에서 온 그대》 - 천민구 역
- 2014년 KBS 2TV 월화드라마 《빅맨》 - 강성욱 역
- 2014년 KBS 2TV 수목드라마 《조선 총잡이》 - 정회령 역
- 2014년 JTBC 주말연속극 《12년만의 재회: 달래 된, 장국》 - 장국 아버지 역 (특별출연)
- 2014년 SBS 월화드라마 《비밀의 문》 - 민백상 역
- 2014년 tvN 월화드라마 《라이어 게임》 - 다정 부 역
- 2014년 KBS 2TV 단막극 《KBS 드라마 스페셜 - 다르게 운다》 - 류정철 역
- 2015년 tvN 금토드라마 《하트 투 하트》 - 고재웅 역
- 2015년 SBS 2부작 특집드라마 《인생추적자 이재구》 - 김태수 역
- 2015년 JTBC 금토드라마 《순정에 반하다》 - 조남수 역
- 2015년 MBC 월화드라마 《화정》 - 홍영 역
- 2015년 TV조선 웹드라마 《로스:타임:라이프》 - 주심 역
- 2015년 SBS 드라마 스페셜 《리멤버 - 아들의 전쟁》 - 홍무석 역
- 2016년 KBS 2TV 수목드라마 《마스터 - 국수의 신》 - 최성도 의원 역
- 2016년 SBS 월화드라마 《닥터스》 - 진명훈 역
- 2016년 MBC 수목드라마 《쇼핑왕 루이》 - 김호준 역
- 2017년 SBS 초감성 미니드라마 《초인가족》 - 최석문 부장 역
- 2017년 MBC 특집드라마 《빙구》
- 2017년 tvN 토일드라마 《비밀의 숲》 - 박무성 역
- 2017년 MBC 월화드라마 《왕은 사랑한다》 - 이승휴 역
- 2017년 tvN 토일드라마 《명불허전》 - 허준 역
- 2017년 SBS 드라마스페셜 《당신이 잠든 사이에》 - 박준모 역
- 2017년 MBC 수목드라마 《로봇이 아니야》 - 오 박사 역
- 2018년 JTBC 월화드라마 《라이프》 - 이상엽 역
- 2018년 MBC 수목드라마 《내 뒤에 테리우스》 - 심우철 역
- 2018년 SBS 월화드라마 《복수가 돌아왔다》 - 김귀창 역
- 2019년 tvN 월화드라마 《사이코메트리 그녀석》 - 은병호 역
- 2019년 SBS 금토드라마 《의사요한》 - 강이문 역
- 2019년 MBC 수목드라마 《어쩌다 발견한 하루》 - 은무영 역
- 2019년 TV조선 주말드라마 《간택 - 여인들의 전쟁》 - 백자용 역
- 2020년 KBS 2TV 수목드라마 《도도솔솔라라솔》 - 구만수 역
- 2020년 KBS 2TV 주말드라마 《오! 삼광빌라!》 - 박필홍 / 이동출 역
- 2020년 tvN 수목드라마 《구미호뎐》 - 권해룡 역
- 2020년 tvN 토일드라마 《스타트업》 - 원두정 역
- 2021년 KBS 2TV 월화드라마 《오월의 청춘》 - 이창근 역
- 2021년 tvN 토일드라마 《지리산》 - 양근탁 역(특별출연)
- 2021년 KBS 1TV 대하드라마 《태종 이방원》 - 진안대군 이방우 역[3]
- 2022년 디즈니+ 웹드라마 《키스 식스 센스》 - 김해진 역
- 2022년 SBS 금토드라마 《천원짜리 변호사》 - 김춘길 역
- 2022년 ~ 2023년 MBC 금토드라마 《금혼령, 조선 혼인 금지령》 - 예현호 역
- 2023년 ENA 수목드라마 《행복배틀》 - 유진의 아버지 역 (특별출연)
- 2023년 넷플릭스 드라마 《셀러브리티》 - 박경배 역
- 2024년 tvN 토일드라마 《세작, 매혹된 자들》 - 오욱환 역
- 2024년 KBS 2TV 주말드라마 《미녀와 순정남》 - 진상구 역

### 영화
- 1995년 《누가 나를 미치게 하는가》 - 종두 친구 역
- 2001년 《봄날은 간다》 - 순경 역
- 2002년 《라이터를 켜라》 - 승무원 1 역
- 2004년 《꽃피는 봄이 오면》 - 당직 선생 역
- 2005년 《가능한 변화들》 - 최 교수 역
- 2006년 《로망스》 - 정환 역
- 2007년 《화려한 휴가》 - 김 대위 역
- 2009년 《마린 보이》 - 조 실장 역
- 2009년 《그림자 살인》 - 무라타 총감 역
- 2011년 《도가니》 - 장 형사 역
- 2012년 《가비》 - 단이 아버지 역(특별 출연)
- 2012년 《R2B: 리턴투베이스》 - 공군작전사령관 역(우정 출연)
- 2014년 《레디액션 청춘》 - 지점장 역(특별 출연)
- 2015년 《내 심장을 쏴라》 - 수명 아버지 역(특별 출연)
- 2015년 《강남 1970》 - 김 부장 역
- 2017년 《공조》 - 윤 회장 역
- 2018년 《국가부도의 날》 - 전 경제수석 역
- 2018년 《반신반의》

### 연극
- 2008년 《돌아온 엄 사장》
- 2010년 《커튼콜의 유령》
- 2010년 《웃음의 대학》

### 뮤지컬
- 1990년 《캣츠》

### 라디오
- 2015년 EBS FM 《EBS 책 읽는 라디오 낭독 시리즈》

## 광고
- 2020년 신한은행 IRP
- 2020년 한국생명의전화 LOVE SOUND 캠페인

## 음반

### 비정규
- 2016년 《마저 걷는다》
  - 〈마저 걷는다〉
  - 〈마저 걷는다 (Inst.)〉

## 수상
- 2000년 신춘문예 연기상
- 2002년 포항국제연극제 남자 연기상
- 2009년 제45회 동아연극상 남자 연기상
- 2013년 제2회 대전드라마페스티벌 베스트 퍼포먼스상